# Парк Марін Лайф

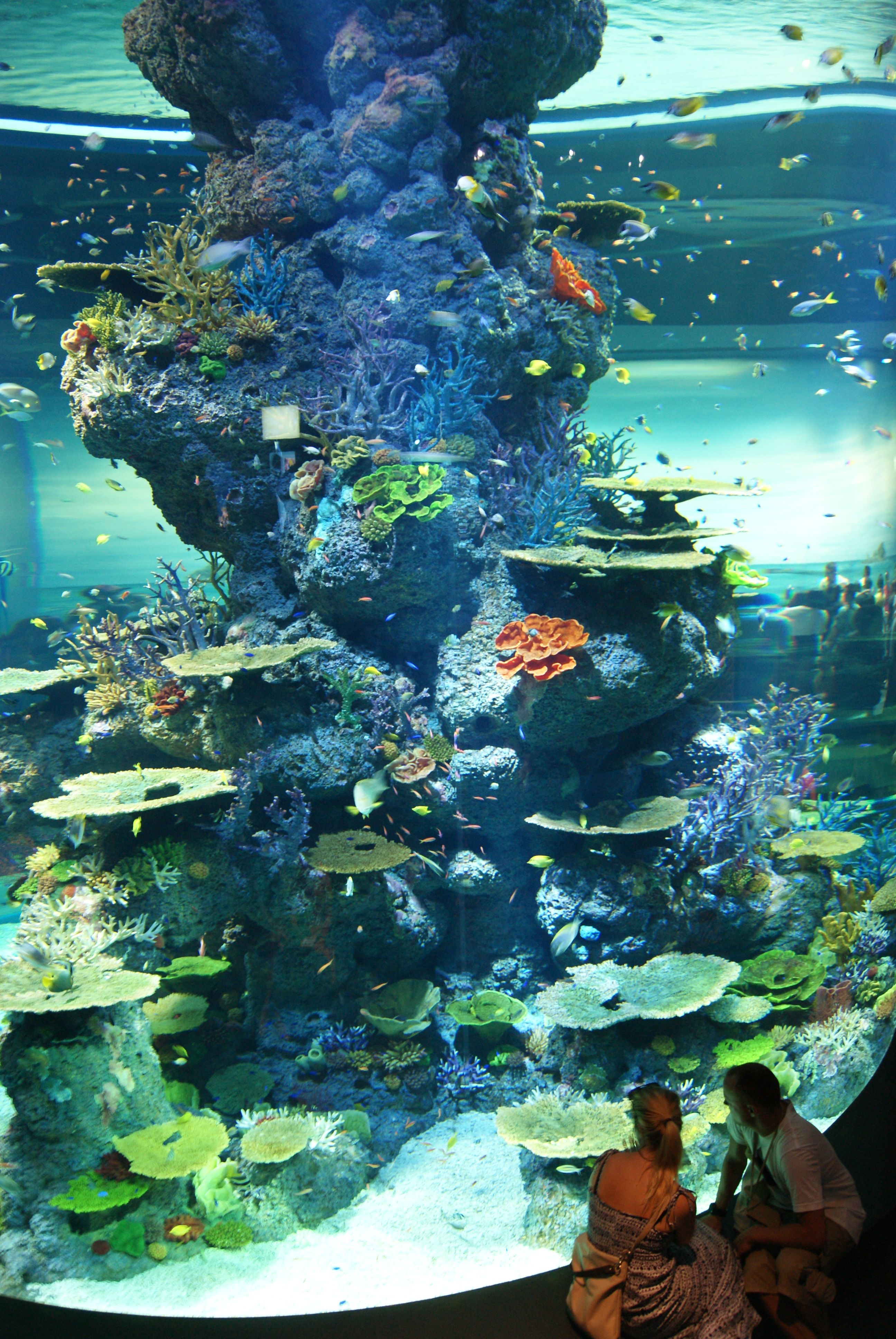
S.E.A Aquarium: Ареал Малакської протоки та Андаманського моря

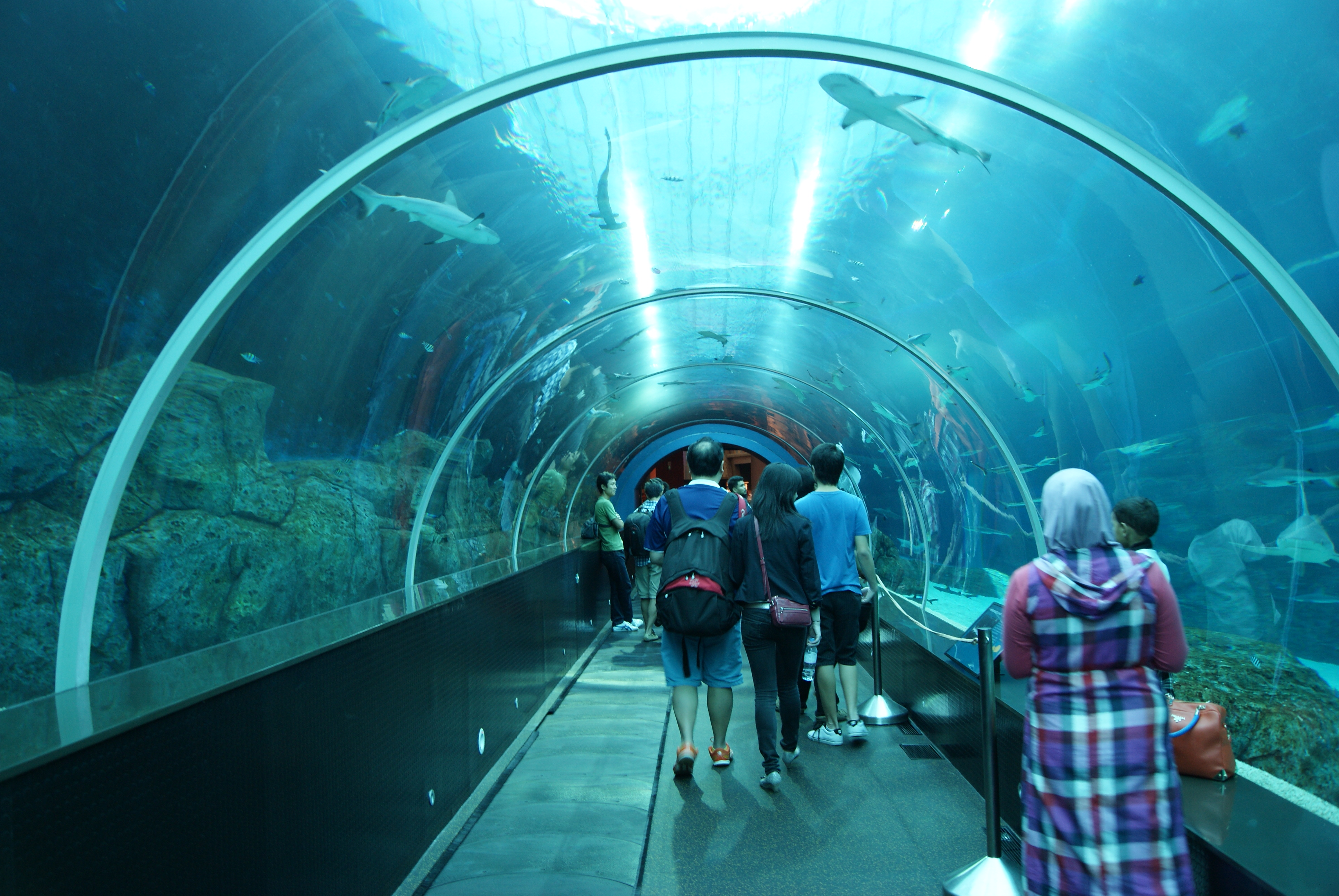
S.E.A Aquarium: ареал акул

1°15′31″ пн. ш. 103°49′07″ сх. д. / 1.2587° пн. ш. 103.8186° сх. д.
Парк Марін Лайф (англ. Marine Life Park, кит.: 海洋生物园) — океанаріум, що розташований у Сінгапурі (Resorts World Sentosa, острів Сентоса, й наразі вважається найбільшим у світі. Парк Марін Лайф було відкрито 22 листопада 2012 року. Парк складається з двох частин: власне океанаріуму S.E.A Aquarium та парку розваг на воді Adventure Cove Waterpark.

## S.E.A Aquarium
В Океанаріумі, об'ємом 45 000 000 літрів морської води, представлено близько 100 000 морських тварин понад 800 видів. Океанаріум поділяється на 10 зон проживання й складається з 49 морських ареалів. Центральним акваріумом є ареал відкритого океану, що має найбільшу в світі панорамну панель огляду завширшки 36 м та заввишки 8,3 м. Такі розміри акваріума мають створювати у відвідувачів ілюзію перебування на морському дні.
В океанаріумі представлена найбільша у світі колекція мант, тут також можна побачити дельфінів афалін (24 особини), зубчастих акул-молотів, японських крабів-павуків, а також рідкісні породи морських тварин, таких як рохлеві скати чи наутілус помпіліус. Первинно планувалося розмістити в океанаріумі китових акул, та цей проект було скасовано через проблематичність їхнього проживання у неволі.

## Парк розваг на воді
Парк розваг на воді пропонує шість водних гірок, перші в регіоні гідромагнітні ракети, «бухту блакитної води» та атракціон «річка пригод», що має довжину 620 м і представляє 14 тематичних сцен з життя тропічних джунглів. У парку також є штучні гроти й підземний акваріум.